# Sun City

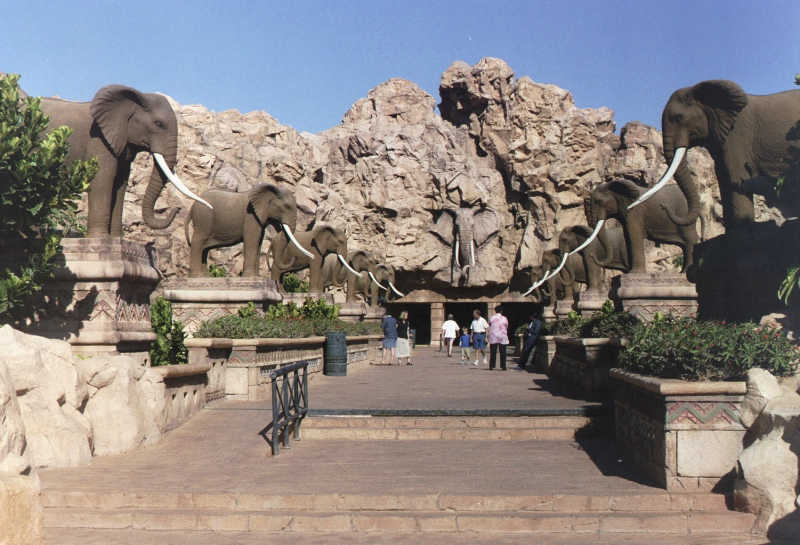
El Puente del Tiempo mirando hacia el centro de entretenimiento en Sun City.

Sun City (traducción: Ciudad Sol) es un lujoso complejo hotelero con casino situado en la provincia del Noroeste en Sudáfrica. Se encuentra a 58 kilómetros de Pretoria y 187 de Johannesburgo, cerca de la ciudad de Rustenburg, bordeando la reserva de fauna Pilanesberg.

## Historia
Sun City fue desarrollada por la empresa Sun International del magnate hotelero sudafricano Sol Kerzner, la cual tiene otras propiedades en otros destinos turísticos internacionales.
En el momento de su inauguración, Sun City se encontraba en el territorio del bantustán de Bofutatsuana. Al ser Bofutatsuana reconocida como un país independiente por el gobierno del apartheid de Sudáfrica (ningún otro país lo reconoció), se podía en este territorio practicar algunas actividades prohibidas en el resto de Sudáfrica por ser "inmorales", en particular los negocios de apuestas (casinos) y los clubes eróticos (striptease).
Esos factores, así como su relativa cercanía a los grandes centros urbanos de Pretoria y Johannesburgo, hicieron que Sun City se convirtiera rápidamente en un destino turístico popular.

## Características
El complejo cuenta con cuatro hoteles, dos casinos, una sala de espectáculos que puede albergar a 6200 espectadores, dos campos de golf (uno de los cuales tiene cocodrilos reales en algunas de las trampas de agua del hoyo 13), además de otras atracciones.
Sun City se convirtió en 1985 en objeto de polémica cuando un grupo de artistas opuestos a la política del apartheid de Sudáfrica (agrupados en un grupo llamado United Artists Against Apartheid), no sólo se comprometieron a no actuar nunca allí, sino que también criticaron abiertamente a artistas como Linda Ronstadt, Julio Iglesias, Queen, Ray Charles, y Rod Stewart que lo habían hecho. Además, como protesta grabaron una canción de denuncia llamada "Sun City". Entre los artistas que participaron en la grabación estuvieron Ringo Starr, Bono, Bruce Springsteen, Bob Dylan, Run DMC, Joey Ramone, Rubén Blades, Lou Reed y Jackson Browne.
A principios de la década de 1990, el régimen del apartheid fue abolido en Sudáfrica, y en 1994 los bantustanes fueron abolidos y sus territorios reincorporados a Sudáfrica. Desde entonces, Sun City ha seguido manteniendo su atractivo turístico, además de ser un destino para visitantes internacionales que viajan a Sudáfrica.